# وليد زقوت
وليد زقوت (4 أكتوبر 1961 في غزة - ) دبلوماسي فلسطيني وأحد أعضاء حزب الاتحاد الديمقراطي الفلسطيني. شغل منصب سفير دولة فلسطين لدى أوكرانيا في الفترة 2001–2005، بعد إنشاء العلاقات الدبلوماسية بين البلدين في عام 2001. كان سابقًا مديرًا في دائرة شؤون المفاوضات.